# Теслев, Артур

А. Теслев. «Карта распространения цыган в Финляндии», 1895—1896.

Артур Теслев (шведск. и финск. Arthur Thesleff, 5 марта 1871, Выборг — 17 декабря 1920) — финский и шведский ботаник и исследователь языка и фольклора цыган.

## Биография
Родился 5 марта 1871 года в Лийматте под Выборгом. Родители — полковник Фредрик Вильгельм Теслев и Ольга Мария Теслев. Внук русско-финского генерала Теслева 2-го, младший брат архитектора Фредрика Теслева. Жена — Берта Оливия Ярнефельт.
Как ботаник Артур Теслев занимался съедобными грибами восточной Финляндии, но с 1894 года сосредоточился на языке и культуре цыган. Он путешествовал вместе с ними по Финляндии, Венгрии, Польше, Балканам, Центральной Азии, Северной Африке, собирал их фольклор и литературу о цыганах. Свои полевые записи он вел скрытно от информантов. В 1898 Теслев представил Финляндскому географическому обществу отчет о своих путешествиях.
В 1898 Теслев в качестве эксперта входит в состав комитета Александра Густава Валле, организованного при Сенате Финляндии по так называвшемуся «цыганскому вопросу» (zigenarfrågan) финляндских цыган. Отчет комитета вышел в 1900 году. Рекомендации Теслева носили ассимилятивный (хотя и относительно мягкий по тем временам) характер, так он рекомендовал, разлучая их с родителями, насильственно направлять цыганских детей с семи лет в приюты для обучения ремеслам.
С ужесточением русификационной политики Теслев в 1904 переселяется в Стокгольм, а затем, участвует в проекте эмиграции из Финляндского княжества в Новый свет, став главой Colonia Finlandesa — финской колонии в аргентинской провинции Мисьонес. После неудачи построения колонии в 1909 году он возвращается в Европу и поселяется в Стокгольме.
Продолжая в Стокгольме цыгановедческие занятия, Теслев заинтересовался языком социальных низов и приступил к описанию стокгольмского воровского арго, которое, как тогда считалось, было связано с цыганским языком. По результатам исследований Теслев опубликовал в 1912 книгу «Стокгольмский воровской язык и низовое арго» (Stockholms förbrytarspråk och lägre slang).
С 1912 по 1913 годы Теслев занимает должность председателя Международного цыгановедческого общества.
17 января 1914 года Теслев передал в дар шведской Королевской библиотеке коллекцию из 682 книг, а также собрание фотографий и карт по цыгановедению. Коллекция каталогизирована. Кроме карт, фотографий и книг, в неё также входят нотные записи цыганских песен: 75 на цыганском и 30 на финском.
Покончил с собой 17 декабря 1920 года в Стокгольме.